# Дилитий
Дилитий, Li2, — сильно электрофильная, двухатомная молекула, состоящая из двух атомов лития, соединённых ковалентной связью. Li2 обнаружен в газовой фазе. Порядок связи равен единице, межатомное расстояние равно 267,3 пм. Энергия связи равна 102 кДЖ/моль или 1.06 эВ. Электронную конфигурацию Li2 можно записать как σ2.
Известно, что 1 % лития в газовой фазе находится в форме дилития.
Будучи легчайшей стабильной гомоядерной двухатомной молекулой после H2 и димера гелия, дилитий важен для изучения основ физики, химии и теории молекулярных орбиталей. Он наиболее полно охарактеризован с точки зрения точности и полноты эмпирических данных кривых потенциальной энергии состояния его электронов. Кривые потенциальной энергии были построены для X-уровня, a-уровня, A-уровня, c-уровня, B-уровня, 2d-уровня, l-уровня, E-уровня и F-уровня в основном профессорами. Наиболее надежные из этих сведений — кривые потенциала Морзе.